# Альпійський корпус (Німецька імперія)
Альпійський корпус (нім. Deutsches Alpenkorps) — військове об'єднання, гірський корпус у складі Імперської армії Німеччини за часів Першої світової війни.

## Історія
Зазнавши значних труднощів у боротьбі з французькими єгерями-альпійцями в горах Вогези під час Битви на кордонах, німецька імперська армія вирішила створити власні спеціалізовані гірські підрозділи. 21 листопада 1914 року в Мюнхені, Баварія, були сформовані Королівські баварські 1-й і 2-й батальйони снігоступів (нім. Kgl. Bayerisches Schneeschuhbataillon I & II). У квітні 1915 року був сформований 3-й батальйон з 4-ї, 5-ї та 6-ї рот другого батальйону. У травні 1915 року три батальйони були об'єднані з 4-м (сформованим з підрозділів інших батальйонів і військ баварського ландверу), щоб сформувати 3-й єгерський полк (нім. Jäger Regiment Nr. 3).
Також у травні 1915 року раніше окремі баварські 1-й, 2-й батальйони і 2-й резервний єгерський батальйон були об'єднані, щоб сформувати 1-й королівський баварський полк єгерів (нім. Kgl. Bayer. Jäger Regiment Nr. 1). Прусські 10-й, 10-й резервний і 14-й резервний єгерські батальйони також були об'єднані, утворивши 2-й єгерський полк (нім. Jäger Regiment Nr. 2).
Ці підрозділи разом з елітним баварським полком лейбгвардії королівської піхоти (нім. Infanterie-Leib-Regiment), полком особистої охорони баварської армії, стали ядром Альпенкорпусу та були посилені додатковою артилерією, кулеметами та іншими підрозділами підтримки. Альпенкорпус був офіційно заснований 18 травня 1915 року, його командувачем став баварський генерал-лейтенант Конрад Краффт фон Делльмензінген, а командирами бригад стали баварський генерал-майор Людвіг Ріттер фон Тутшек і прусський генерал-майор Ернст фон Белов.

## Командування

### Командувачі
- генерал-лейтенант Конрад Краффт фон Делльмензінген (21 травня 1915 — 28 лютого 1917);
- генерал-лейтенант Лео Зонтаг (1 березня — 4 вересня 1917);
- генерал-майор Людвіг Ріттер фон Тутшек (5 вересня 1917 — 2 грудня 1918).